# Karin Illgen
Karin Illgen (República Democrática Alemana, 7 de abril de 1941) fue una atleta alemana especializada en la prueba de lanzamiento de disco, en la que consiguió ser medallista de bronce europea en 1969.

## Carrera deportiva
En el Campeonato Europeo de Atletismo de 1969 ganó la medalla de bronce en el lanzamiento de disco, con una marca de 58.66 metros, siendo superada por las soviéticas Tamara Danilova que con 59.28 m batió el récord de los campeonatos, y Lyudmilla Muravyova (plata con 59.24 m).